# Rospez
Rospez é uma comuna francesa na região administrativa da Bretanha, no departamento Côtes-d'Armor. Estende-se por uma área de 13,19 km². Em 2010 a comuna tinha 1 812 habitantes (densidade: 137,4 hab./km²).